# 崔洪
崔洪（？—？），字良伯，博陵安平（今河北安平）人。崔洪出身博陵崔氏，高祖父是東漢尚書崔寔，父親崔贊亦是曹魏尚書左僕射。崔洪在晉官至大司農。

## 生平
崔洪年輕時就以正直鯁直聞名，人有過失會當面斥責，但離去後卻不會再多言說。晉武帝時，崔洪任御史治書。當時有一個博士祭酒叫馮恢，因他的父親寵愛幼子馮淑並想將自己的爵位傳給他，於是在為父服喪後回鄉結廬居住，假裝啞了說不出話，遂父願將爵位讓了給弟弟。當時散騎常侍翟嬰就以馮恢「高行邁俗，侔繼古烈」推薦他。但崔洪就上奏馮恢他不重儒者之品德，讓學生在身邊侍值，雖然有讓爵的善行，但不能說他絕倫；更斥翟嬰目尚浮華，奏免其官。這行為令朝廷中人亦敬憚他，後來轉尚書左丞時，更有人說：「叢生棘刺，來自博陵。在南為鷂，在北為鷹。」正指崔洪的嚴厲。
後來，崔洪任吏部尚書，負責選官用人之事，而他舉人選前都會作好鑒別，亦不受人私下請託。他曾經舉薦雍州刺史郤詵當尚書左丞，而郤詵後來卻糾劾崔洪，崔洪對人說：「我舉郤丞而他上奏糾我，我是拿弩射自己呀。」郤詵知崔洪這樣說，就說：「昔日趙宣子以韓厥為司馬，而韓厥就以軍法殺了趙宣子的僕人。趙宣子還和諸大夫說：「可以祝賀我了，我選的韓厥很稱職。」崔侯為國推舉賢才，我以才能而得舉薦，按官職所要，彼此都公允處事，為何要私下這樣說呢！」崔洪聽到這話就看重郤詵了。
崔洪口中從不講財物寶貨，手中亦不拿珠寶美玉。而汝南王司馬亮與公卿宴飲時都會以琉璃酒杯行酒，走到崔洪處時崔洪都不拿酒杯，司馬亮就問他，他不便明言自己不拿寶石，遂假稱自己在顧慮《禮記》中「執玉不趨」的話。元康元年（291年），太傅楊駿被誅殺，崔洪因與都水使者王佑親近而被牽連貶黜。後任大司農，在任內去世。

## 子女
- 崔廓，以正直見稱，散騎侍郎。

## 延伸阅读
[在维基数据编辑]
 《晉書/卷045》，出自房玄齡《晉書》